# Comuna Osilnica
Osilnica (Občina Osilnica) este o comună din Slovenia, cu o populație de 430 de locuitori (2008).

## Localități
Belica, Bezgarji, Bezgovica, Bosljiva Loka, Grintovec pri Osilnici, Križmani, Ložec, Malinišče, Mirtoviči, Osilnica, Padovo pri Osilnici, Papeži, Podvrh, Ribjek, Sela, Spodnji Čačič, Strojiči, Zgornji Čačič, Žurge